# ジョー・アン・プレンティス
ジョー・アン・プレンティス（Jo Ann Prentice、1933年2月9日 - 2025年5月18日）は、LPGAツアーでプレーしたアメリカ合衆国の女子プロゴルファー。
アラバマ州バーミングハムで生まれ、1956年にプロに転向した。
1957年からLPGAツアーに参戦し、1965年から1974年にかけて6度の優勝を果たした。
1991年、アラバマ州スポーツ殿堂に選出された8人目のゴルファーとなった。
2025年5月18日死去。92歳没。

## アマ戦績
このリストは不完全です。
- 1954年: アラバマ女子アマチュア

## プロ戦績

### LPGAツアー（6勝）
| No. | 日付           | トーナメント                                     | スコア               | ストローク差 | 2位の選手                                   |
| --- | -------------- | ------------------------------------------------ | -------------------- | ------------ | ------------------------------------------- |
| 1   | 1965年3月28日  | オール・ステート・レディース・インビテーショナル | +2 (74-72=146)       | 1打差        | キャシー・ウィットワース                    |
| 2   | 1967年5月15日  | ダラス・シヴィタン・オープン                     | −3 (67-71-68-75=281) | 1打差        | ジュディ・キンボール                        |
| 3   | 1972年10月30日 | コーパス・クリスティ・シヴィタン・オープン       | Even (69-69-72=210)  | プレーオフ   | サンドラ・パーマー キャシー・ウィットワース |
| 4   | 1973年1月7日   | バーディンズ・インビテーショナル                 | −4 (69-71-72=212)    | 1打差        | ベス・ストーン                              |
| 5   | 1974年4月21日  | コルゲート・ダイナ・ショア・ウィナーズ・サークル | +1 (71-71-74-73=289) | プレーオフ   | ジェーン・ブラロック サンドラ・ヘイニー     |
| 6   | 1974年5月12日  | アメリカン・ディフェンダー・ローリー・クラシック | −7 (65-72=137)       | 2打差        | ローラ・ボー                                |

備考: コルゲート・ダイナ・ショア・ウィナーズ・サークル（現在のANAインスピレーション）はプレンティス勝利時にはメジャー選手権では無かった。
LPGAツアー プレーオフの記録 (2勝1敗)
| No. | 年     | トーナメント                                     | 対戦相手                                    | 結果                                                      |
| --- | ------ | ------------------------------------------------ | ------------------------------------------- | --------------------------------------------------------- |
| 1   | 1972年 | コーパス・クリスティ・シヴィタン・オープン       | サンドラ・パーマー キャシー・ウィットワース | 10ホール目バーディ―で勝利 ウィットワースは3ホール目で脱落 |
| 2   | 1974年 | コルゲート・ダイナ・ショア・ウィナーズ・サークル | ジェーン・ブラロック サンドラ・ヘイニー     | 4ホール目バーディ―で勝利 ヘイニーは2ホール目で脱落        |
| 3   | 1974   | レディー・エロール・クラシック                   | ジェーン・ブラロック                        | 1ホール目相手のバーディーにより敗退                       |